# Symplectoscyphus hero
Symplectoscyphus hero is een hydroïdpoliep uit de familie Sertulariidae. De poliep komt uit het geslacht Symplectoscyphus. Symplectoscyphus hero werd in 1977 voor het eerst wetenschappelijk beschreven door Blanco. 